# Immanuel Quickley
Immanuel Jaylen Quickley, född 17 juni 1999 i Havre de Grace i Maryland, är en amerikansk professionell basketspelare (PG/SG) som spelar för Toronto Raptors i National Basketball Association (NBA). Han har tidigare spelat för New York Knicks.
Quickley draftades av Oklahoma City Thunder i första rundan i 2020 års draft som 25:e spelare totalt.
Innan han blev proffs studerade Quickley på University of Kentucky och spelade för deras idrottsförening Kentucky Wildcats.